# Wormser Hof (Heidelberg)

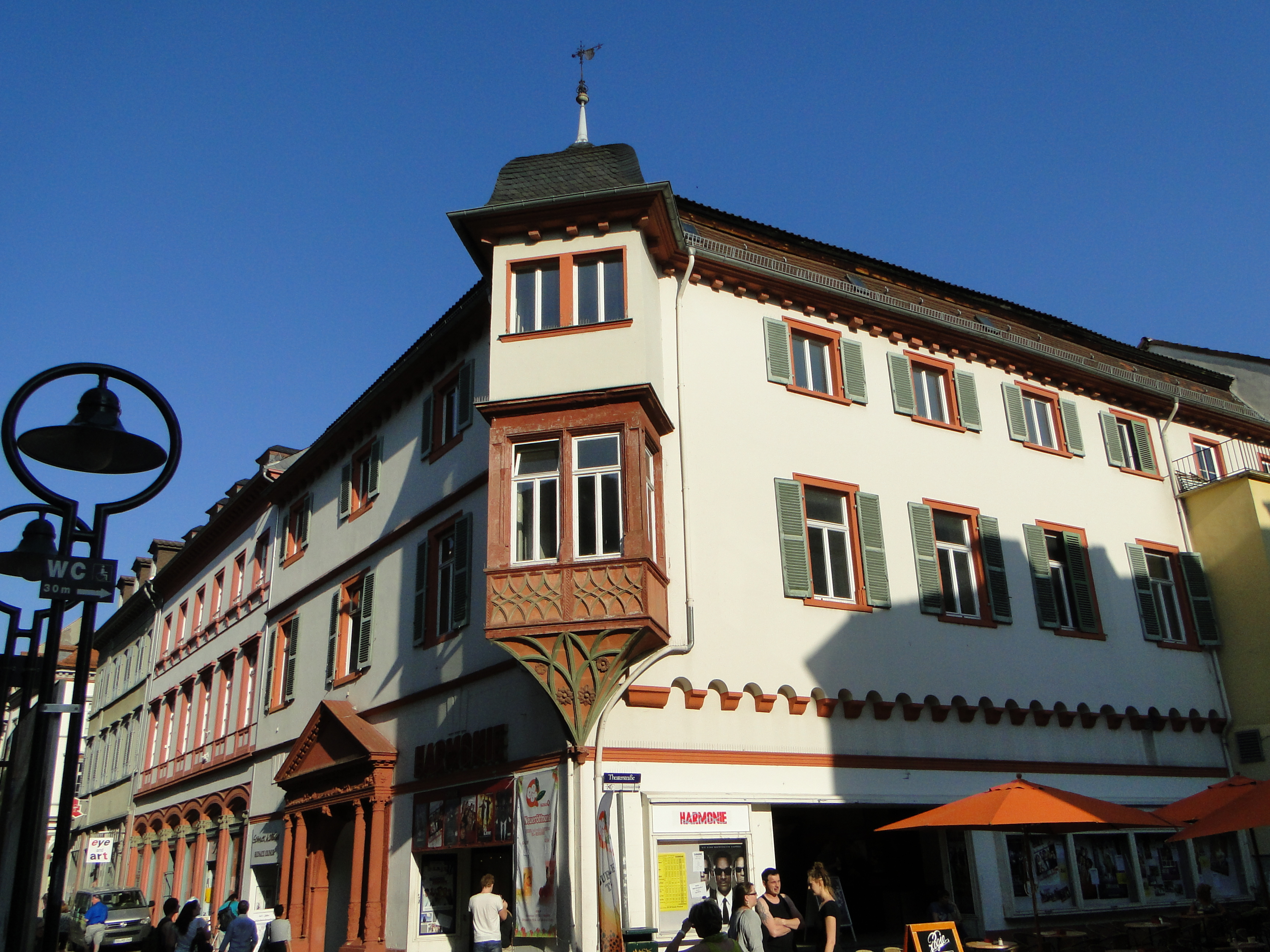
Wormser Hof

Der Wormser Hof ist ein historisches Gebäude in der Altstadt von Heidelberg mit der Hausnummer Hauptstraße 110.

## Geschichte
Das Grundstück des Wormser Hofes gehört zu den am längsten besiedelten Arealen der Heidelberger Altstadt. 1956 wurde bei den dortigen Bauarbeiten für das Kino Harmonie mit einem Topf des 12. Jahrhunderts der bislang älteste bekannte archäologische Nachweis des Dorfes entdeckt, das sich vor Gründung der eigentlichen Stadt Heidelberg im Areal um die heutige Peterskirche befand. Nach der Stadtgründung im späteren 12. Jahrhundert befand sich das Gebiet des Wormser Hofes zunächst vor den Stadtmauern, bis es durch die Stadterweiterung im Jahr 1392 Teil der geschlossenen Siedlungsfläche wurde. In den folgenden Jahren errichtete dort Bischof Johann V. von Riga, ein Berater des römisch-deutschen Königs Ruprecht von der Pfalz, ein Stadthaus, das 1442 in den Besitz der Wormser Bischöfe überging.
Von 1442 bis um 1610 diente das Anwesen als Stadtresidenz des Dompropstes von Worms, der automatisch auch Kanzler der Universität Heidelberg war. Ludwig von Ast erscheint als erster Dompropst und Kanzler, der hier in dieser Eigenschaft wohnte. Als Gäste des Bischofs, kurfürstlichen Kanzlers und Kurators der Universität Johann XX. von Dalberg verweilten hier in der zweiten Hälfte des 15. Jahrhunderts verschiedene bedeutende Humanisten, unter anderem Rudolf Agricola. 1610 ging das Gebäude in kurfürstlichen Besitz über und wurde umgestaltet. In den folgenden Jahren entstand das noch heute sichtbare Renaissanceportal, das auch auf dem 1619/1620 entstandenen Heidelberg-Panorama Matthäus Merians zu sehen ist. Auf diesem verläuft ebenso wie auf dem Heidelberg-Panorama des Johann Ulrich Krauß von 1685 im östlichen Teil des Grundstücks ein Weg an der Seitenwand des Hauses entlang, der von der Hauptstraße aus durch ein Portal zugänglich war und anfangs zwei Häuser im hinteren Bereich der Parzelle erschloss. Diese sind bei Merian noch zu sehen, fehlen aber auf Krauß’ Ansicht.

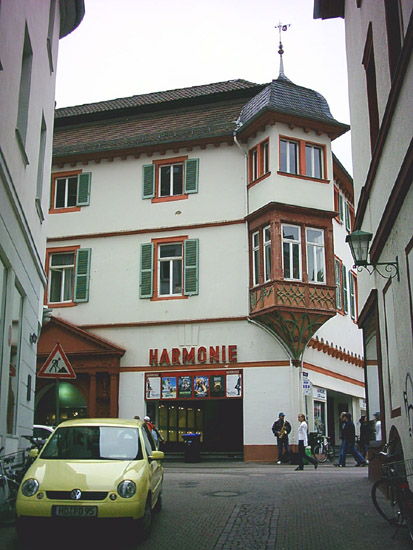
Der Wormser Hof als Kino „Harmonie“

Nach Ende des Dreißigjährigen Kriegs erwarb Lord Craven das Haus, worauf es von der Bevölkerung als Englisches Haus bezeichnet wurde. Im Pfälzischen Erbfolgekrieg wurde es bei der Eroberung Heidelbergs 1693 wie große Teile der Heidelberger Altstadt in Mitleidenschaft gezogen und anschließend im Barockstil erneuert. Im 18. Jahrhundert wurde es zeitweise durch die Grafen von Wieser genutzt. Ein weiteres Stadtpanorama Peter Friedrich de Walpergens von 1763 zeigt wiederum architektonische Änderungen: Das vormalige nord-südlich ausgerichtete Satteldach ist nun durch die heute noch vorhandene walmdachartige Konstruktion ersetzt. Der Weg in den Hinterhof samt Portal ist verschwunden und die Gebäude der heutigen Grundstücke Hauptstraße 110 und 112 grenzen direkt aneinander. Auf der Rückseite des Gebäudes findet sich bei Walpergen ein hoher Risalit, der den restlichen Bau überragt.
Ab dem späten 18. Jahrhundert wurde der Wormser Hof für eine Apotheke mit Heilbadeanstalt genutzt. Nach mehreren Weiterverkäufen erwarb im Jahr 1840 die Bürgergesellschaft Harmonie den Hof. Im Laufe des 19. Jahrhunderts baute sie den Wormser Hof aus und verband ihn mit ihren weiteren Gebäuden entlang der Theaterstraße. Von 1956 bis 2013 beherbergte das Gebäude das Lichtspielhaus Harmonie, das seinen Namen von der Bürgergesellschaft herleitete. Für die Einrichtung dieses Kinos wurden wiederum zahlreiche Änderungen am Baubestand vorgenommen. Der kleine Platz an der Westseite des Hauses entstand durch Abriss des barocken Nachbarhauses im Jahr 1959 und erhielt durch die im Westen an den Platz angrenzende städtischen Bühnen den Namen Theaterplatz. Vier Jahre nach Schließung des Kinos, 2017, wurden die Räumlichkeiten des Kinos abgerissen und der ursprüngliche Wormser Hof kernsaniert.

## Architektur

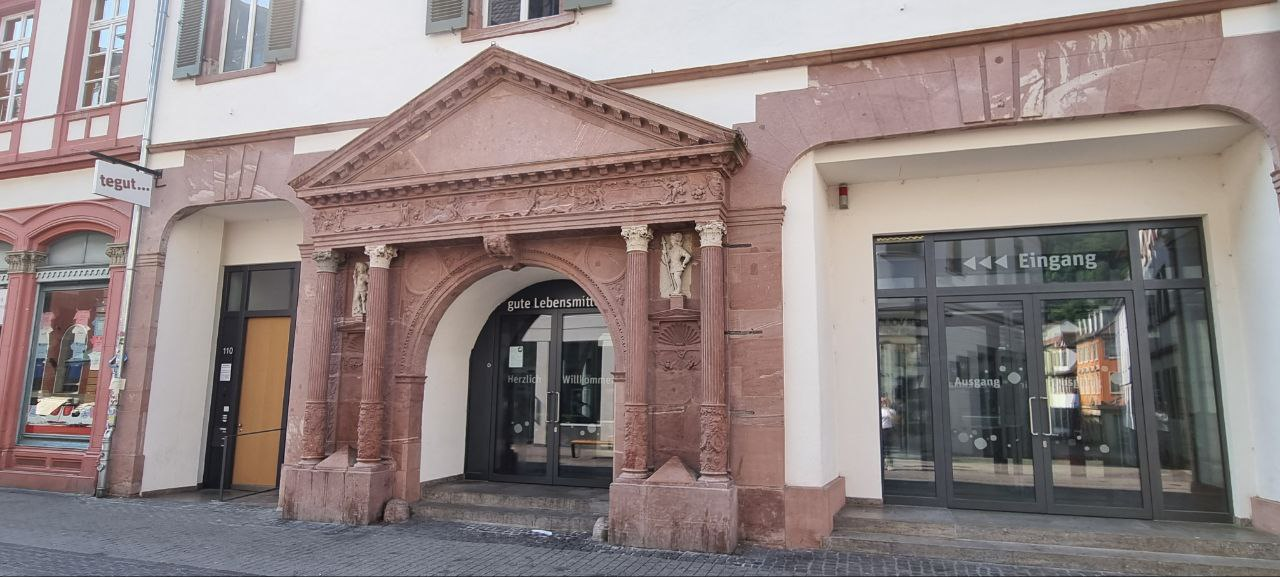
Das Renaissanceportal nach der Restaurierung

Der Wormser Hof ist ein dreigeschossiger Bau mit Mansarddach, der auf großräumigen Gewölbekellern ruht. Die Frontseite zur Hauptstraße hin weist drei Fensterachsen auf. Auf Höhe der mittleren Achse ist das Erdgeschoss mit einem reich verzierten Renaissanceportal aus dem späten 16. Jahrhundert versehen, dessen Dreiecksgiebel zu beiden Seiten je auf zwei Säulen ruht. An der nordwestlichen Ecke, zwischen Hauptstraße und Theaterplatz, ist auf der Höhe der beiden oberen Etagen ein ebenfalls reich ausgeschmückter Eckerker angebaut, der Stilmerkmale der Spätgotik und der Renaissance aufweist und oben mit einer geschweiften Dachhaube abschließt. Die Seitenfassade zum Theaterplatz hin ist im 20. und 21. Jahrhundert jeweils stark verändert worden, weist aber noch einzelne historische Elemente auf.
Im Inneren des Gebäudes ist mit Stand 2013 noch das barocke Treppenhaus mit Tonnen- und Kreuzgratgewölbe erhalten gewesen, ebenso die Raumaufteilung der Obergeschosse.